# Tuanshanzi (sockenhuvudort i Kina, Heilongjiang Sheng, lat 46,32, long 129,91)
Tuanshanzi (kinesiska: 团山子, 团山子乡) är en sockenhuvudort i Kina. Den ligger i provinsen Heilongjiang, i den nordöstra delen av landet, omkring 260 kilometer öster om provinshuvudstaden Harbin. Antalet invånare är 29 149. Befolkningen består av 14 224 kvinnor och 14 925 män. Barn under 15 år utgör 15,0 %, vuxna 15-64 år 77 %, och äldre över 65 år 7,0 %.
Runt Tuanshanzi är det ganska tätbefolkat, med 78 invånare per kvadratkilometer. Närmaste större samhälle är Daotaiqiao, 13,9 km söder om Tuanshanzi. Trakten runt Tuanshanzi består till största delen av jordbruksmark.
Genomsnittlig årsnederbörd är 811 millimeter. Den regnigaste månaden är juli, med i genomsnitt 177 mm nederbörd, och den torraste är januari, med 5 mm nederbörd.